# Bat kol
Bat kol (in ebraico בַּת קוֹל‎? baṯ qōl, lett. "figlia di voce") è una espressione ebraica che letteralmente significa figlia di una voce e che viene, generalmente, resa in italiano con Voce dal cielo.
Secondo la religione ebraica la Bat kol è una voce celeste che ha continuato a comunicare i messaggi di Dio all'uomo anche dopo la conclusione del periodo profetico. Nei vangeli si parla alcune volte di Bat kol: ad esempio, in riferimento al Battesimo di Gesù, si ode una voce dal cielo che conferma la figliolanza di Gesù (cfr. Mt 3,17).
Il sommo sacerdote poteva ascoltare una bat kol mentre officiava nel Santo dei Santi e, dopo la distruzione del Tempio, i visitatori delle sue rovine potevano ascoltare una voce celeste che manifestava il lutto di Dio. Nei tempi in cui non c'è il sommo sacerdote, né un sinedrio e manca qualunque forma di rispetto verso la Torah, una bat kol risuona per rimproverare il genere umano.
Le discussioni fra i seguaci di Hillel e quelli di Shammai, furono alla fine risolte a favore dei seguaci di Hillel proprio grazie a una bat kol. La bat kol è stata interpretata come la voce di Dio che parla con sé stesso e che viene ascoltata per caso da qualcuno.
La frase bat kol appare in molte storie talmudiche per rappresentare una voce celeste o divina che parla agli esseri umani. Proclama la volontà o il giudizio di Dio, le Sue azioni e i Suoi comandamenti a individui o a un numero di persone, a governanti, comunità e persino a intere nazioni. La bat kol rivelava la volontà divina in parole perfettamente comprensibili, solitamente sotto forma di un passo della Bibbia.